# Poliedro de Caracas
El Poliedro de Caracas es un recinto diseñado y construido para albergar eventos y espectáculos, ubicado al sur de la ciudad de Caracas, Venezuela, en la zona de La Rinconada, adyacente al nuevo Estadio Monumental de Caracas Se puede acceder a él en Metro a través de la Estación La Rinconada, la cual además sirve de enlace con la estación terminal de Caracas «Simón Bolívar» del Tren Caracas-Cúa. Posee un aforo máximo de 13 500 personas sentadas con una capacidad tope máxima para albergar hasta 20 000 personas.

## Historia

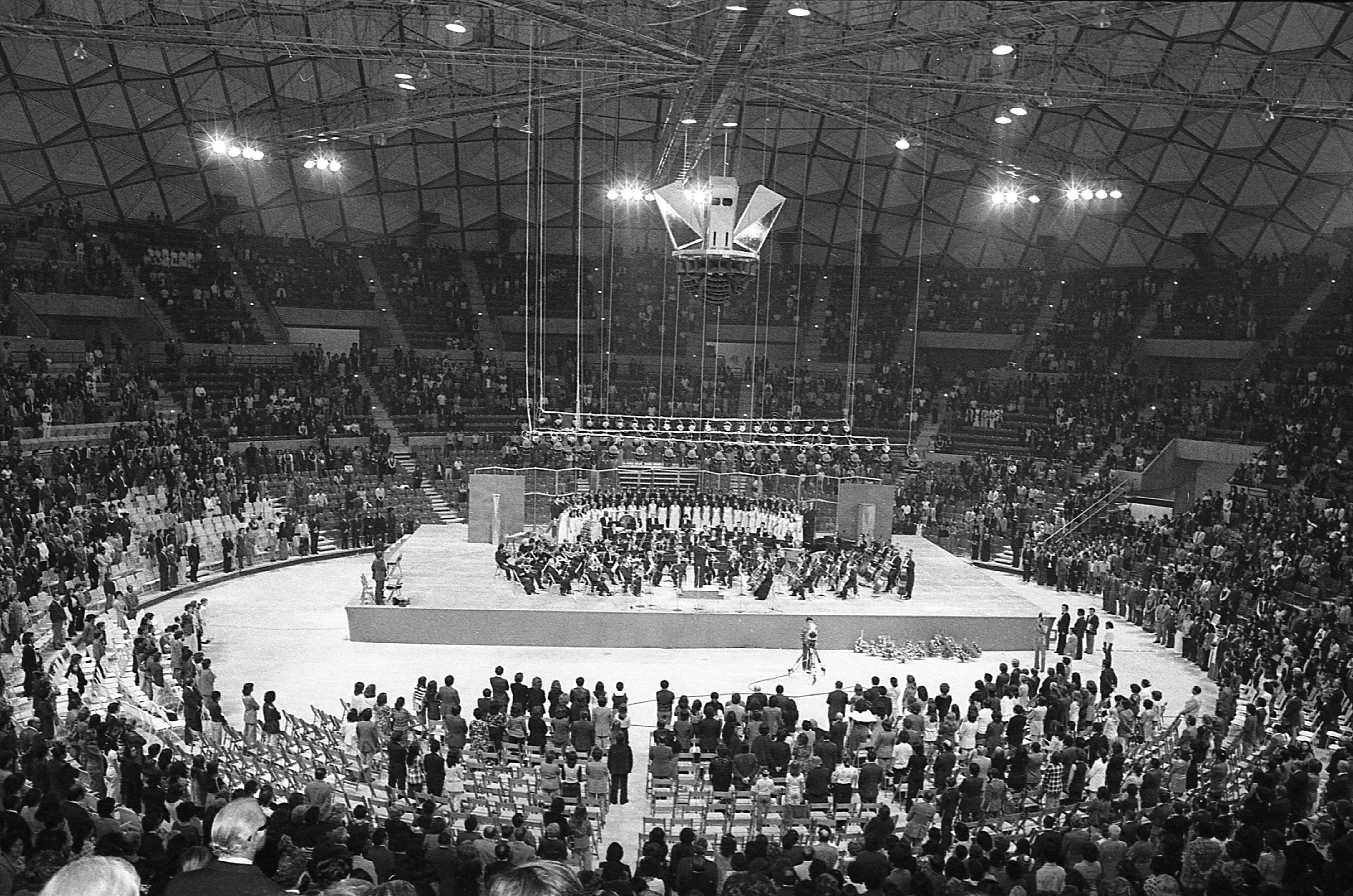
El Poliedro de Caracas el día de su inauguración el 2 de marzo de 1974.

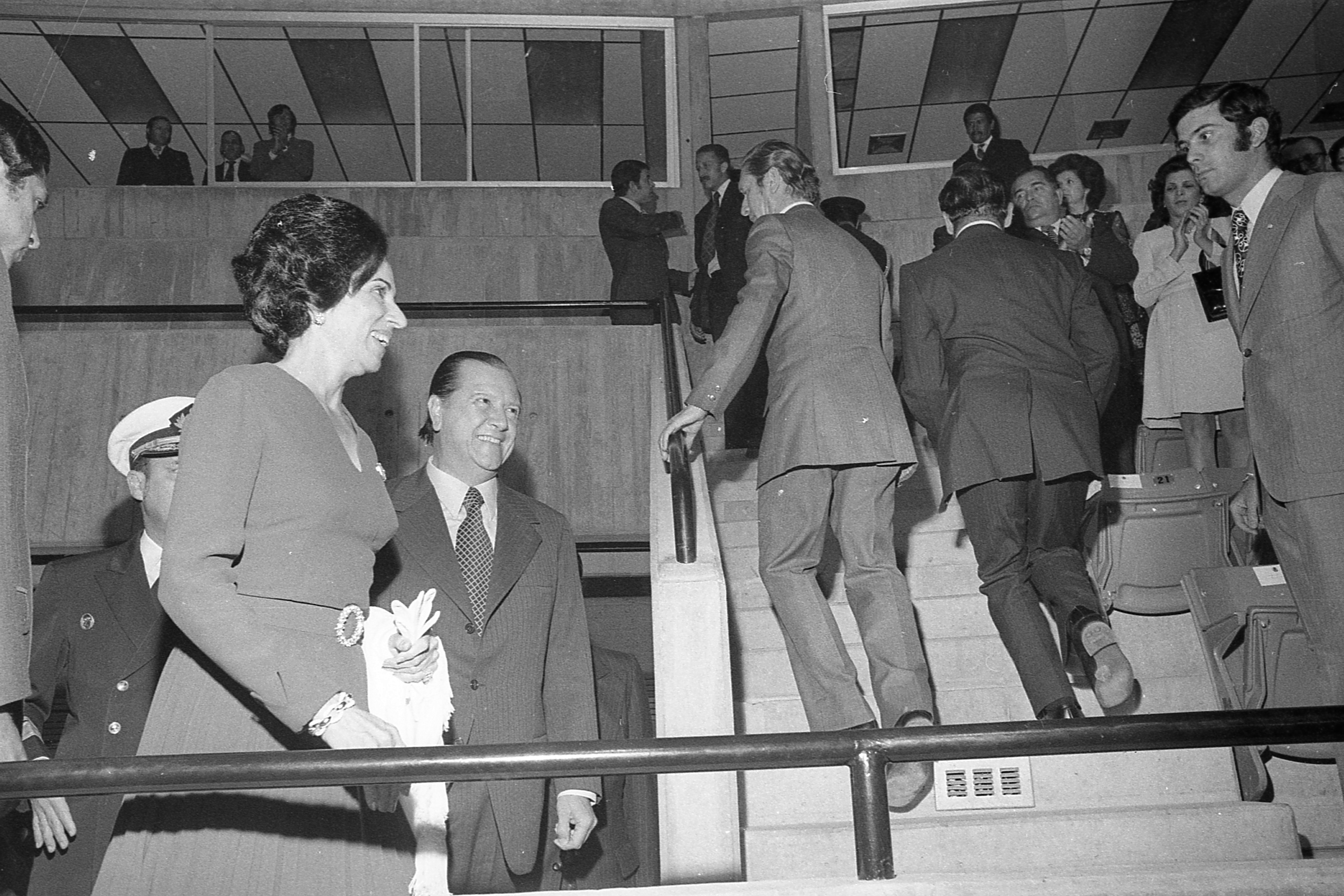
El presidente Rafael Caldera y su esposa, Aicia Pietri, el día de inauguración del Poliedro.

La idea de crear el Poliedro de Caracas fue proyectada en el año 1971 y fue el arquitecto Jimmy Alcock, quien en colaboración con sus colegas Roberto Andrade y el arquitecto colombiano Héctor Hermida Díaz, presenta el proyecto inicial de construcción de esta importante obra arquitectónica. Concebido inicialmente como «Domo Geodésico de la Rinconada», su estructura principal es precisamente una cúpula geodésica de 145 metros de diámetro y 38 metros sobre el nivel de pista, basada en las creaciones del ingeniero estadounidense Richard Buckminster Fuller, autor de otras estructuras similares edificadas en distintas partes del mundo.
Inaugurado el 2 de marzo de 1974 por el entonces Presidente de la República Rafael Caldera, el Poliedro estaba llamado a desplazar al Nuevo Circo como el lugar idóneo en Caracas para la celebración de grandes eventos y espectáculos. En su inauguración simbólica, que contó con la asistencia del Presidente Rafael Caldera, se interpretaron el Himno Nacional, las Canciones otoñales de Antonio Estévez y el Andante spianato y Gran Polonesa brillante de Frédéric Chopin. Las piezas fueron ejecutadas por la Orquesta Sinfónica de Venezuela y la Coral Filarmónica de Caracas, dirigidas por Primo Casale y con Morella Muñoz y Eva María Zuk como solistas. 
Su inauguración oficial tuvo lugar 24 días después con el combate de boxeo por el campeonato mundial de los pesos pesados entre George Foreman, campeón defensor, y Ken Norton, aspirante al título y en donde Alfredo Sadel interpretó el Himno Nacional de Venezuela. Desde entonces, en este complejo cultural se han presentado una innumerable cantidad de eventos deportivos, culturales, comerciales, industriales y políticos que lo han convertido en todo un icono de la sociedad caraqueña y venezolana en general.

### Remodelación

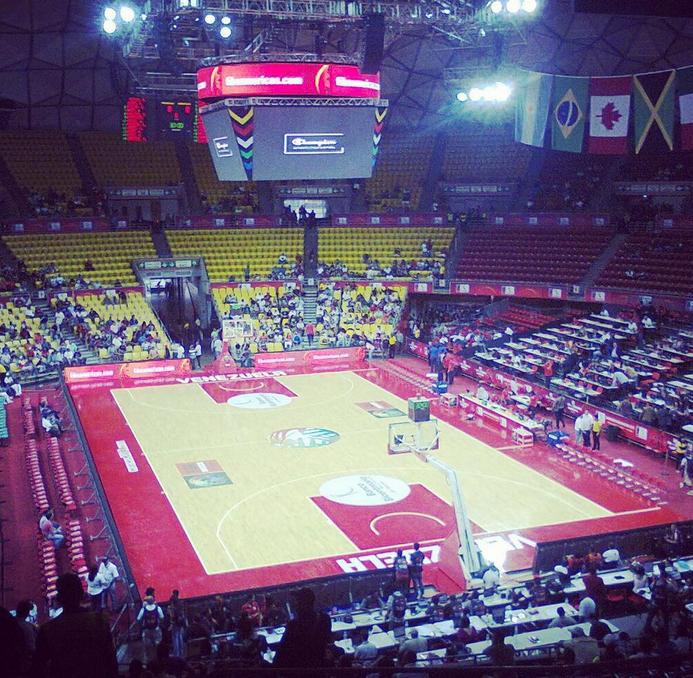
El Poliedro de Caracas acondicionado para el Campeonato FIBA Américas de 2013.

En el año 2013, el recinto fue remodelado y dotado con tecnología modernizada. Su sistema de iluminación fue completamente sustituido por uno de bajo consumo energético y las instalaciones sanitarias fueron completamente renovadas. Una de las innovaciones que se introdujeron en esta remodelación fue un sistema de control y seguridad para el acceso del público a las áreas internas y externas, además de puntos de control y revisiones en los accesos a los estacionamientos para quienes arriben en vehículo propio. Entre otras mejoras notables destacan: ampliación de sala de prensa, ahora con capacidad para 200 personas; adición de cafetines y renovación de tableros, sillas, pisos y pantallas.

## Eventos
El Poliedro es usado de manera regular para la celebración de exposiciones y ferias, para encuentros y torneos de Baloncesto de alto nivel como el Torneo Preolímpico FIBA 2012 o el Campeonato FIBA Américas de 2013 y anteriormente la presentación del espectáculo de belleza más importante del país, el Miss Venezuela, además suele ser sede de otros eventos musicales y deportivos, incluida la celebración de corridas de toros en su interior y la Expoferia Internacional del Cacao y del Chocolate.